# Dipartimento di General Juan Facundo Quiroga
General Juan Facundo Quiroga è un dipartimento argentino, situato nella parte sud-occidentale della provincia di La Rioja, con capoluogo Malanzán.
Esso confina a nord con i dipartimenti di Independencia e General Ángel Vicente Peñaloza, a est con quelli di General Belgrano e General Ocampo, a sud con il dipartimento di Rosario Vera Peñaloza e ad ovest con la provincia di San Juan.
Secondo il censimento del 2001, su un territorio di 2.585 km², la popolazione ammontava a 4.546 abitanti, con un aumento demografico del 21,62% rispetto al censimento del 1991.
Il dipartimento, come tutti i dipartimenti della provincia, è composto da un unico comune, con sede nella città di Malanzán, e comprensivo di diversi altri centri urbani (localidades o entitades intermedias vecinales in spagnolo), tra cui:
- Portezuelo
- Nácate
- San Antonio